# Yanky Clippers
Pour plus de détails, voir Fiche technique et Distribution.
Yanky Clippers est un court métrage de la série Oswald le lapin chanceux, produit par le studio Robert Winkler Productions et sorti le 21 janvier 1929.

## Fiche technique
- Titre  : Yanky Clippers
- Série : Oswald le lapin chanceux
- Réalisateur : Walter Lantz, Tom Palmer
- Producteur : Charles Mintz
- Production : Robert Winkler Productions
- Distributeur : Universal Pictures
- Format d'image : 35 mm, noir et blanc, muet, rapport de forme : 1.33 : 1, procédé cinématographique : spherical
- Pays de production :  États-Unis
- Durée : 6 minutes (1 bobine, 300 m)
- Langue : anglais
- Date de sortie : États-Unis : 21 janvier 1929[1]